# Desigualtat de Hölder
En anàlisi matemàtica la desigualtat de Hölder és una desigualtat important entre integrals i una eina indispensable per a l'estudi d'espais {\displaystyle L^{p}}.
Sigui {\displaystyle (S,\Sigma ,\mu )} un espai de mesura i siguin {\displaystyle p} i {\displaystyle q} dos nombres reals, amb {\displaystyle 1\leq p,q\leq \infty } i tals que {\displaystyle {1 \over p}+{1 \over q}=1}. Llavors, la desigualtat de Hölder afirma que per tot parell de funcions {\displaystyle f\in L^{p}(S)} i {\displaystyle g\in L^{q}(S)} es compleix que {\displaystyle \|fg\|_{1}\leq \|f\|_{p}\|g\|_{q}}, o, de manera més explícita, que {\displaystyle \int _{S}fg\ d\mu \leq (\int _{S}|f|^{p}\ d\mu )^{1/p}(\int _{S}|g|^{q}\ d\mu )^{1/q}}.
En el cas {\displaystyle p=q=2} és coneguda com a desigualtat de Cauchy-Schwarz.